# Arthur T. Walker Estate Corporation
Die Arthur T. Walker Estate Corporation war ein amerikanisches Holdingunternehmen mit dem Sitz in Kittanning. Das Unternehmen hat seine Ursprünge in einem der größten Erbfälle der 1920er Jahre.

## Geschichte
1887 heiratete der Architekt Edward F. Searles die Witwe des Anteilseigners an der Central Pacific Railroad, Mark Hopkins. Mary Frances Hopkins galt zu dieser Zeit als eine der reichsten Frauen der Welt. Mary Hopkins starb 1891 und hinterließ Searles ein Vermögen von rund 30.000.000 Dollar.
Searles investierte das Geld unter anderem in den Bau von Eisenbahnen und Kohleminen, so unter anderem in die am 21. Juli 1903 gegründete Brookville and Mahoning Railroad (später umbenannt in Pittsburg and Shawmut Railroad). Deren Bergbauunternehmen Allegheny River Mining Company wurde 1907 gegründet und betrieb Kohleminen entlang der Bahnstrecke, die Pittsburgh and Shawmut Coal Company war für den Vertrieb zuständig.
1920 starb Searles und hinterließ fast das gesamte Vermögen (rund 50 Millionen Dollar) seinem Privatsekretär Arthur T. Walker. Gegen das Testament wurde vom Neffen von Searles Klage erhoben, die Anfang 1927 abgewiesen wurde. Arthur T. Walker selbst verstarb am 7. August 1927. Seine sieben Geschwister erbten das gesamte Vermögen.
Um das Eigentum an der Bahngesellschaft und den anderen Unternehmen (auch als Shawmut Companies bezeichnet) nicht zwischen den Erben zu zersplittern und womöglich die Möglichkeit einer feindlichen Übernahme zu schaffen, wurde am 27. Januar 1930 die Erbengemeinschaft als Arthur T. Walker Estate Corporation gegründet. In der Folge fungierte das Unternehmen als eine Art Holdinggesellschaft. Das führende Unternehmen im Verbund war jedoch die Bahngesellschaft.
Im Rahmen einer Reorganisation der Bahngesellschaft wurde 1957 die Shawmut Development Corporation für die Grundstücksentwicklung und -vermarktung gegründet.
1966 verkauften die Erben die Anteile an eine vom Dumaine-Trust (Amoskeag Company) unterstützte Investorengruppe (American Australian Fund) unter der Leitung von J. Harold Stewart. Zum 1. Februar 1970 übernahmen die Familienstiftungen Dumaine die vollständige Kontrolle über die Arthur T. Walker Estate Corporation.
Mit dem Rückgang der Kohle- und Stahlproduktion im Nordosten der Vereinigten Staaten ging auch die Wirtschaftlichkeit der Kohlegruben zurück, so dass diese Anfang der 1970er Jahre eingestellt wurden.
Die Bahngesellschaft sowie die Landentwicklungsgesellschaft arbeiteten wirtschaftlich. Insbesondere die Vermarktung der stillgelegten Kohleminen begünstigte die Geschäfte der Shawmut Development Corporation.
1988 wurde gemeinsam mit der Genesee and Wyoming die Buffalo and Pittsburgh Railroad gegründet. 1990 und 1991 wurden mit der Red Bank Railroad und der Mountain Laurel Railroad zwei Tochtergesellschaften der Pittsburg&Shawmut organisiert. 1996 übernahm die Genesee and Wyoming die Pittsburg and Shawmut Railroad. Damit war das Vermögen der Arthur T. Walker Estate Corporation weitgehend verkauft, so dass derzeit kein aktiver Geschäftsbetrieb stattfindet.

## Tochterunternehmen
- Pittsburg and Shawmut Railroad (1903–1996)
  - Red Bank Railroad (1990–1996)
  - Mountain Laurel Railroad (1991–1996)
  - Allegheny River Mining Company (seit 1907)
  - Pittsburgh and Shawmut Coal Company
- Shawmut Development Corporation (seit 1957)
- Walker Management Company (diente als Beratungs- und Betriebsführungsunternehmen)

## Unternehmensleitung
Ab 1972 war Clarence A. Dobson Präsident und Chief Operating Officer. Bis zu seinem Ruhestand 1991 saß er noch im Aufsichtsrat.
Letzter Chairman of the Board war Walter E. Travis. Dieser war auch für die Dumaine Trust tätig. Letzter Präsident war Arthur Bush.